# Guntersville
Guntersville − miasto w południowo-wschodniej części Stanów Zjednoczonych, w Alabamie, stolica hrabstwa Marshall.

## Demografia
- Liczba ludności: 9028 (2023)[1]
- Gęstość zaludnienia: 81,6 os./km² (2023)
- Powierzchnia: 110,59 km² (2023)

Według spisu dokonanego w 2000 roku przez United States Census Bureau miasto zamieszkiwało 7 395 mieszkańców. Było tam 3 061 gospodarstw domowych, które zamieszkiwało 1 971 rodzin. Gęstość zaludnienia wynosiła wtedy 120,7 os./km². W mieście wybudowanych było 3 518 domów (ich gęstość to 57,4 domu/km²).
Podział mieszkańców według ras (stan na 2000 rok):
- 88,17% − Biali
- 8,53% − Afroamerykanie
- 0,49% - rdzenni Amerykanie
- 0,41% − Azjaci
- 0,01% − z wysp Pacyfiku
- 0,95% − inne rasy
- 1,45% − z dwóch lub więcej ras
- 2,87% − Hiszpanie lub Latynosi